# Magion (pořad)
Magion byl televizní pořad pro děti. Byl vysílán každý čtvrtek od 11. dubna 1984 do 19. prosince 1996.  Výjimkou byl rok 1995, kdy se vysílal ve středu. Specialitou pořadu bylo Magické oko, ze kterého moderátor vyndal nějakou zajímavou věc, o které si poté povídal s hostem pořadu.
Pořad podporoval i výuku cizích jazyků díky Pohádkám pro Robinsony, což byly česky dabované pohádky, které byly v cizím jazyce vysílané o den dříve v pořadu Vega jako Pohádky pro Pátky. Měl téměř 100% sledovanost, po televizních novinách se jednalo o jeden z nejsledovanějších pořadů ČST.
Tento pořad vytvořila dramaturgyně dětských pořadů České televize Marie Bezděková.[zdroj?]
Moderátory pořadu postupně byli:
- Rostislav Kuba,
- Jan Rosák,
- Petr Jančařík,
- Michal Jagelka.

Podobně zaměřený pořad Vega byl vysílaný nejprve ve středu, v devadesátých letech pak v úterý.

## Výběr seriálů vysílaných v Magionu
- Alfi tropí hlouposti
- Bludička
- Byl jednou jeden… život
- Čáryfuk
- Děti z Kouřové hory
- Děti ze Síria
- Dva roky prázdnin
- Goro – bílý pes
- Hrabě Káčula
- Jack Holborn
- Kečupoví upíři
- Mrňous a čarodějnice
- Odkaz budoucnosti aneb Podivuhodná dobrodružství rodiny Smolíkovy
- Ovocňáčci
- Pif a Herkules
- Pod horou
- Příhody dráčka Soptíka
- Robin Hood
- Rodina Nessových
- Skippy
- Strážmistr Poupě
- Šmoulové
- Uprostřed galaxie zahněte vlevo
- Willy Fog na cestě kolem světa